# Stazione di Morcone
La stazione di Morcone è la principale stazione ferroviaria della linea Benevento-Campobasso al servizio della cittadina di Morcone.

## Storia
La stazione, inaugurata il 12 febbraio 1882, si trova sulla ferrovia Benevento-Campobasso, a circa 1 km dal centro del comune servito. Tra la stazione di Morcone e quella di Santa Croce del Sannio è presente il ponte ferroviario "Pontestretto". Dalla fine degli anni 1990 è stata resa impresenziata.
Sospesa insieme al regolare traffico viaggiatori con il resto della linea nel 2013, il 1º luglio 2018 la stazione viene riaperta solo per saltuari treni turistici, come i treni storici di Fondazione FS Italiane.

## Strutture e impianti
La stazione è composta da un fabbricato viaggiatori di modeste dimensioni e due piani, con sala d'attesa, un deposito locomotive (oggi murato), e cinque binari di cui due per il transito dei treni dotati di marciapiede, uno passante non servito da marciapiede e due tronchini.

## Movimento
In passato la stazione ha goduto di un buon traffico, sia passeggeri che merci, in declino dal boom del trasporto su gomma, e in particolare, dall'ammodernamento della SS 87 Sannitica, che unisce Benevento e Campobasso con un percorso veloce.
Nel 2012, pochi mesi prima della sospensione della linea, era servita da 3 coppie di treni al giorno. Al 2024, era servita da 10 autobus sostitutivi al giorno.